# Брвинов
Брвинов (пољ. Brwinów) – је град удаљен око 30 km од Варшаве. Спада у приградска насеља Варшаве. У њему живи око 12 хиљада људи. Кроз град пролази железничка пруга Варшава – Катовице.
Брвинов је статус града добио 1950. године.
У њему се налазе многе старе зграде велике архитектонске вредности.
.

## Демографија
| 2012.  |
| ------ |
| 13.002 |